# Ваиманика
Ваима́ника («Небесные») — согласно джайнизму, религиозно-философской традиции Индии, известной с VI века до н. э., — обитатели небес Вселенной, одно из четырёх племён жителей Урдхва-локи («Верхнего мира»).
Если небесные жители области Калпы (восьми нижних небес) имеют 12 родов, то выше Калпы «Небесные» не делятся ни на роды, ни на общества; они именуют себя «ахаминдра» («само-правитель»). У ахаминдров нет одежды, украшений и чувственных наслаждений.
Чем выше живут Небесные (Ваиманика), тем более они отличаются долголетием, величием, счастьем, светом, чистотой ауры (лешья), восприимчивостью органов чувств и способностью к ясновидению, и тем менее их мобильность, размеры тела, стремление обладать вещами и чувство гордыни.
Все обитатели Калпы и выше отличаются царственным видом, у них немигающие глаза и нет ни волос, ни ногтей, ни тени.
В джайнских мифах чаще других действуют Небесные (Ваиманика) из Саудхармы, правителя (индра) которой зовут Шакра. У других правителей имена аналогичны именованиям небес.